# Bombmurkla
Bombmurklan (Sarcosoma globosum) är en sällsynt vårsvamp som är rödlistad som sårbar (VU) och en av Sveriges fem fridlysta svamparter . Fruktkropparna kommer upp i februari till maj och är bruna och sammetsaktiga med en svart glänsande disk i mitten. Bombmurklan har en östlig utbredning i Norden och är i Sverige känd från Småland upp till Norrbotten, med tyngdpunkt i Mälarlandskapen. Den finns i sydöstra Norge och i Finland men saknas i Danmark. Dessutom finns den i Österrike, Tyskland, Tjeckien, Slovakien, Polen, Estland, Ryssland samt Nordamerika. I Norge, Finland, Polen och Tyskland är arten rödlistad.
Bombmurklan är beroende av granar på väldränerad mark (som till exempel grusåsar). Den är nämligen en saprofyt som lever av att bryta ner granens barrförna. Därför kan man hitta den under granar i mosstäcket som gränsar till ytan med bar barrförna som finns under granar. Vegetationen vid växtplatsen består ofta av husmossa, väggmossa, kruståtel och vispstarr. Stor vårtrattskivling är en följeart till bombmurklan. Bombmurklan heter på norska Svartgubbe och på finska Hytykevätmaljakas. Det finska namnet syftar på svampens skålform, den geléaktiga fyllningen i "skålen" och att den är en vårsvamp.
Slutavverkning eller uthuggning av gran är det största hotet mot bombmurklan.